# Jubulopsis novae-zelandiae
Jubulopsis novae-zelandiae är en bladmossart som först beskrevs av E.A.Hodgs. et S.W.Arnell, och fick sitt nu gällande namn av Rudolf Mathias Schuster. Jubulopsis novae-zelandiae ingår i släktet Jubulopsis och familjen Lepidolaenaceae. Inga underarter finns listade i Catalogue of Life.